# 21587 Christopynn
A 21587 Christopynn (ideiglenes jelöléssel 1998 SE132) a Naprendszer kisbolygóövében található aszteroida. A LINEAR projekt keretében fedezték fel 1998. szeptember 26-án.